# 閔齊伋
閔齊伋（1580年—1662年），字及武，號寓五，自署三山謏客、閔十二，浙江湖州府烏程縣織里鎮晟舍人，軍籍，祖籍山東兗州府濟寧州，明末清初學者、刻書家。

## 生平

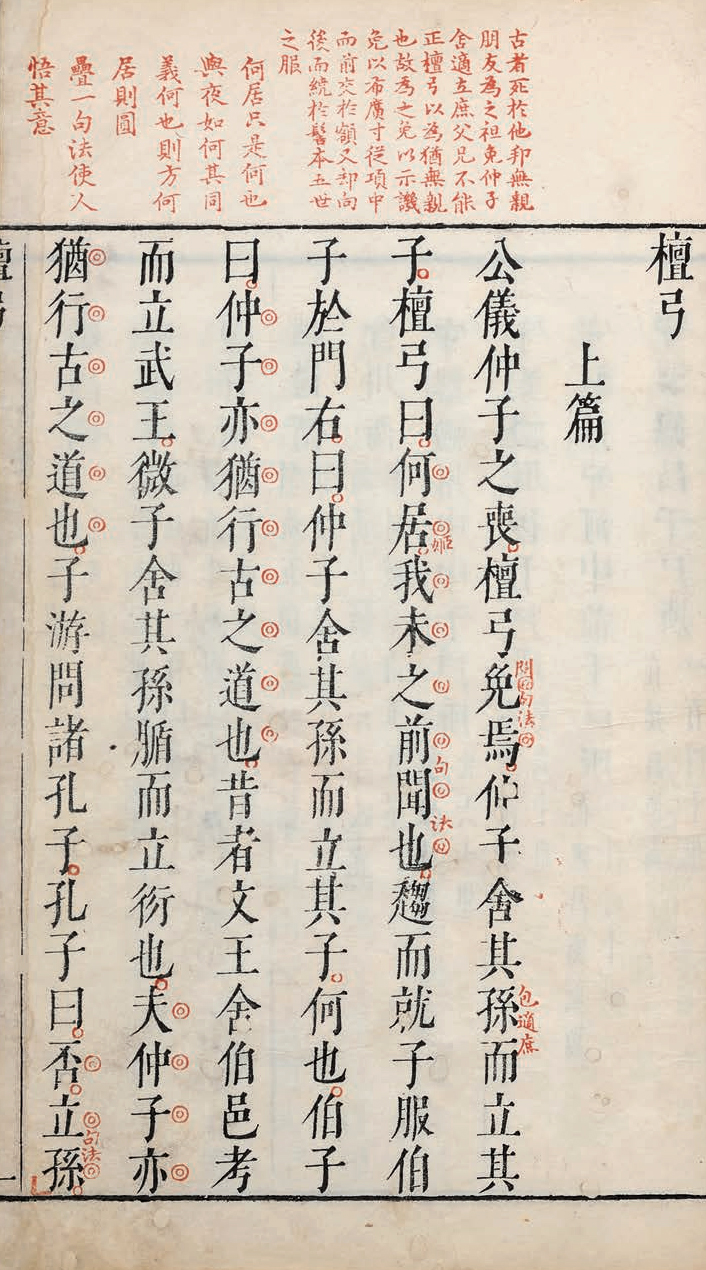
闵齐伋刻《檀弓》不分卷朱墨套印本

萬曆知縣閔一范之子，兵部尚書閔夢得之弟。萬曆八年（1580年）三月初十出生。自幼好學，明末諸生，不事舉業。以刻書為事業，又以彩色套印著稱，萬曆四十四年（1618年）主持朱、墨兩色套印《春秋左傳》，取得成功，遂與凌濛初齊名。崇禎十三年（1640年），閔齊伋刻《西廂記》彩圖二十一幅，今藏於德國科隆東方藝術博物館。康熙元年（1662年）七月十二日卒。著有《六書通》。